# Прво од мене
Прво од мене је једини студијски албум српске певачице и новинарке Ене Попов, издат 2008. године, за Гранд продакшн. Албум је објављен након њеног учешћа у ријалити програму Велики Брат, и после треће сезоне такмичења Звезде Гранда, где је Ена била водитељ. Песма Наивна је била велики хит, а била је запажена и песма На мени топе се. Пратеће вокале певале су Соња Митровић Хани, Леонтина и Јелена Симовић, док су продуценти били Пеђа Јовановић и Жика Јакшић.

## Списак песама
| №  | Назив                 | Текст             | Музика            | Трајање |  |
| 1. | На мени топе се       | Саша Милошевић    | Срђан Симић Камба |         |  |
| 2. | Ко у песку зрно злата | Добривој Канурски | Добривој Канурски |         |  |
| 3. | Прво од мене          | Добривој Канурски | Добривој Канурски |         |  |
| 4. | Учи сам да заспиш     | Бане Опачић       | Бане Опачић       |         |  |
| 5. | Бај бај мило моје     | Бане Опачић       | Бане Опачић       |         |  |
| 6. | Мрвице                | Добривој Канурски | Добривој Канурски |         |  |
| 7. | Очи моје плаве        | Добривој Канурски | Добривој Канурски |         |  |
| 8. | Наивна                | Елвир Узуновић    | Елвир Узуновић    |         |  |